# David Brunt
David Brunt (17 de junio de 1886 – 5 de febrero de 1965) fue un meteorólogo galés. Fue profesor de meteorología en la Universidad Imperial de Londres de 1934 a 1952 y vicepresidente de la Sociedad Real de 1949 a 1957. La barrera de hielo Brunt Balda en la Antártida recibe ese nombre en su honor.

## Biografía
Nacido en Staylittle, Montgomeryshire, Gales, era el más joven de los nueve niños del trabajador agrícola John Brunt. Su padre se trasladó con la familia al distrito minero en Monmouthshire para trabajar como minero de carbón. David estudió a la Escuela Abertillery de 1899 a 1904 y en 1904 se aseguro una beca para asistir a la universidad de Gales en Aberystwyth, donde estudió matemática, física y química, obteniendo los primeros honores de su clase y graduándose en matemáticas en 1907. Continuó su formación en el Trinity College de Cambridge y en 1909 fue elegido para la beca Isaac Newton en el Observatorio de Física Solar Nacional.
Después de dejar Cambridge pasó un año como conferenciante en matemáticas en la Universidad de Birmingham y dos años en un puesto similar en la universidad de Monmouthshire, Caerleon. En 1916 se alistó en los Ingenieros Reales (sección meteorológica) y durante los años de guerra realizó aportaciones al impacto de las condiciones atmosféricas en la guerra química. Más tarde se convirtió en meteorólogo de la Fuerza de Aire. Después del final de la guerra, se unió la Oficina Meteorológica qué en 1921 pasó al Ministerio de Aire. Continúe su trabajo en investigación personal y aceptó la invitación de Sir Napier Shaw para unirse como profesor a tiempo parcial de meteorología en la Universidad Imperial de Londres. Después de la jubilación de Sir Napier Shaw, Brunt se convirtió en el primer profesor de dedicación exclusiva de meteorología en Gran Bretaña, manteniendo la cátedrade 1934 a 1952. Dos años más tarde fue elegido socio de la universidad. Durante su periodo co-descubrió la frecuencia de Brunt–Väisälä, que mide la estabilidad vertical de un fluido.
Entre 1936 y 1939 contribuyó al entendimiento teórico de la dispersión de niebla, lo que fue usado en el desarrollo del sistema antiniebla FIDO.
Fue elegido socio de la Sociedad Real (FRS) en 1939, recibiendo la Medalla Real de dicha sociedad en 1944. Sirvió como su secretario de 1948 a 1957 y como su vicepresidente de 1949 a 1957.
Fue también presidente de la Real Sociedad Meteorológica de 1942 a 1944 y ganó su premio Buchan y su Medalla de Oro Symons de 1947. Fue también presidente de la Sociedad Física de 1945 a 1947.
Fue creado Caballero Bachelor en 1949 y Caballero Comandante del Imperio Británico en 1959.

## Vida privada
Mientras trabajaba en Caerleon en 1915 se casó con Claudia Mary Elizabeth Roberts de Nant-y-glo, Monmouthshire. Ella había sido compañera de estudios tanto en Abertillery como en Aberystwyth. Tuvieron un hijo que murió soltero.